# Tudo Passará
Tudo Passará é uma canção de 1969 com mais de 40 regravações, sendo o maior sucesso do cantor brasileiro Nelson Ned.
Com esta canção, Ned venceu o "I Festival de la Canción", realizado em Buenos Aires em 1968.
Ela é uma das canções da franquia Ursinho Pooh, da Disney.
Em entrevista ao site G1, o cantor informou que esta era sua canção preferida:
| “ | É a que mais gosto. Quando cantei em um programa fui aplaudido de pé no meio da música. Isso é ser brega? Quem não é brega quando fala de amor? É o amor que é brega, não a minha música. | ” |

## Sucesso
O sucesso da música foi tão grande que o cantor americano Billy Eckstine, de passagem pelo Brasil em shows, gravou a música, com aquele sotaque típico dos norte americanos, no fim de 1968. Mais ainda, ela passou o ano de 1969 inteiro em primeiro lugar em todas as paradas de sucesso.

### Regravações
A música foi gravada em mais de dez idiomas, e contou com mais de 40 regravações. Entre as mais famosas, estão:
- Agnaldo Timóteo
- Gipsy Kings
- João Mineiro e Marciano
- Leonardo
- Los Ángeles Negros
- Matt Monro
- Moacyr Franco

#### Plágios
- Em 1992, a gravadora Vitale, que representava Nelson Ned, acusou a banda Gipsy Kings de plagiar a canção em Amor d'Un Dia.[7]
- O cantor estadunidense Matt Monro transformou em "All of a Sudden".[8] Ned conta em seu livro que Monro a gravou, mas não o citou como verdadeiro autor. Graças à enorme popularidade de Ned nos Estados Unidos, ele conseguiu provar a autoria.